# GRS Motorsport
GRS Motorsport war ein deutscher Rennstall, der mit einem selbst konstruierten Rennwagen kurzzeitig in der Formel-2-Europameisterschaft antrat.

## Teamgeschichte
GRS Motorsport wurde von Günther Richter gegründet, einem deutschen Mechaniker, der in den späten 1970er Jahren für ATS in der Formel 1 gearbeitet hatte und 1980 vorübergehend die Rennwagen des Formel-2-Teams Maurer Motorsport betreut hatte. Im Laufe des Jahres 1980 konstruierte Richter einen eigenen Formel-2-Wagen, der von Gustav Brunners Konstruktionen für ATS und Maurer beeinflusst war, im Detail aber wesentlich einfachere Lösungen aufwies. Der GRS TC001 genannte Wagen wurde von einem von Mader vorbereiteten BMW-Motor angetrieben, der seinerzeit in der Formel 2 das am weitesten verbreitete Triebwerk war. Das Fahrzeug wurde in Großbritannien von dem Spezialbetrieb John Thompson hergestellt, der bereits im Vorjahr den von Richter betreuten Maurer MM1 aufgebaut hatte. Die Präsentation des TC001 erfolgte Anfang 1981 in der Stuttgarter Discothek Perkins Park. Bei diesem Vorstellungstermin kollabierte in aller Öffentlichkeit die Lenkung, sodass eine geplante Testfahrt ausfallen musste.
GRS Motorsport erschien zum ersten Rennen der Formel-2-Saison 1981. Als Fahrer war zunächst Harald Grohs vorgesehen; zu Beginn der Veranstaltung wurde er allerdings durch Jochen Dauer ersetzt, der 1979 vier und 1980 zwei Formel-2-Rennen für private deutsche Teams gefahren war.
Insgesamt trat GRS Motorsport nur bei zwei Formel-2-Rennen in Erscheinung. Beim Saisonauftakt, der International Trophy in Silverstone, nahm Dauer zwar am Training teil; das Team zog ihn aber wegen technischer Probleme vor dem Start zurück. Beim eine Woche später abgehaltenen Jim-Clark-Gedächtnisrennen in Hockenheim konnte sich Dauer mit dem TC001 qualifizieren. Im Rennen fuhr er 15 Runden, bevor er wegen eines Motordefekts ausfiel. 
Nach diesem Rennen trat GRS nicht mehr an. Üblicherweise wird dies auf finanzielle Engpässe zurückgeführt.